# Тодор Златев (архитект)
Вижте пояснителната страница за други личности с името Тодор Златев.
Тодор Христов Златев е български архитект.

## Биография
Роден е през 1885 г. в Берковица. Завършва архитектура в Мюнхенското техническо училище. През 1911 – 1922 г. е архитект в Отделението за поддържане на жп линии, а от 1922 до 1945 г. е архитект на свободна практика. Проектира жилищни и обществени сгради, градоустройствени планове. От 1945 г. е професор в Архитектурния факултет при Висшето техническо училище в София. Основател на катедра „Битова архитектура и селскостопански сгради“ в Архитектурния факултет на ИСИ, по-късно е ръководител е на Катедрата по българска национална архитектура. Преподава до 1958 г. Златев е пионер в проучването, популяризирането и опазването на националното архитектурно наследство. Автор е на архитектурни публикации: „Българската къща в своя архитектоничен и културно-исторически развой“ (2 книги, 1930 – 1937), „Селскостопански сгради“ (1950), „Българска национална архитектура“ (4 книги, 1955 – 1962) и др. Един от редакторите на списание „Архитект“ (1927 -1936) и главен редактор на „Известиия на ДБА“ (1936 – 1937). Има голям педагогически принос в зората на архитектурното образование в България.
Удостоен е с почетното звание „Народен архитект“ (1972).
Умира през 1977 г. в София.
Личният му архив се съхранява във фонд 1206К в Централен държавен архив. Той се състои от 31 архивни единици от периода 1930 – 1967 г.